# The Girl King
The Girl King är en biografisk dramafilm från 2015 i regi av Mika Kaurismäki, skriven av Michel Marc Bouchard och med Malin Buska i huvudrollen. Filmen berättar om drottning Kristinas liv som Sveriges monark. Den var en internationell samproduktion (Kanada/Finland/Tyskland/Sverige/Frankrike) som spelades in på engelska, mestadels i Åboregionen, varav en stor del på Åbo slott. Den hade biopremiär på filmfestivalen Festival des Films du Monde.

## Skådespelare
- Malin Buska - Drottning Kristina
  - Lotus Tinat - Kristina som barn
- Sarah Gadon - Ebba Sparre
- Michael Nyqvist - Axel Oxenstierna
- Lucas Bryant - Johan Oxenstierna
- Laura Birn - Erika Erksein
- Hippolyte Girardot - Ambassadör Pierre Hector Chanut
- Peter Lohmeyer - Stockholms biskop
- François Arnaud - Karl Gustav Kasimir
- Patrick Bauchau - René Descartes
- Ville Virtanen - Doktor Van Wullen
- Martina Gedeck - Maria Eleonora
- Timo Torikka - Fader Viogué
- Jannis Niewöhner - Jakob de la Gardie
- Mikko Leppilampi - Magnus de la Gardie
- Samuli Edelmann - Gustav II Adolf
- Pertti Sveholm - Kristinas lärare
- Jarmo Mäkinen - General